# Agios Nikolaos (Bezirk Paphos)
Agios Nikolaos (griechisch Άγιος Νικόλαος) ist eine Gemeinde im Bezirk Paphos in der Republik Zypern. Bei der Volkszählung im Jahr 2021 hatte sie 60 Einwohner.

## Lage und Umgebung

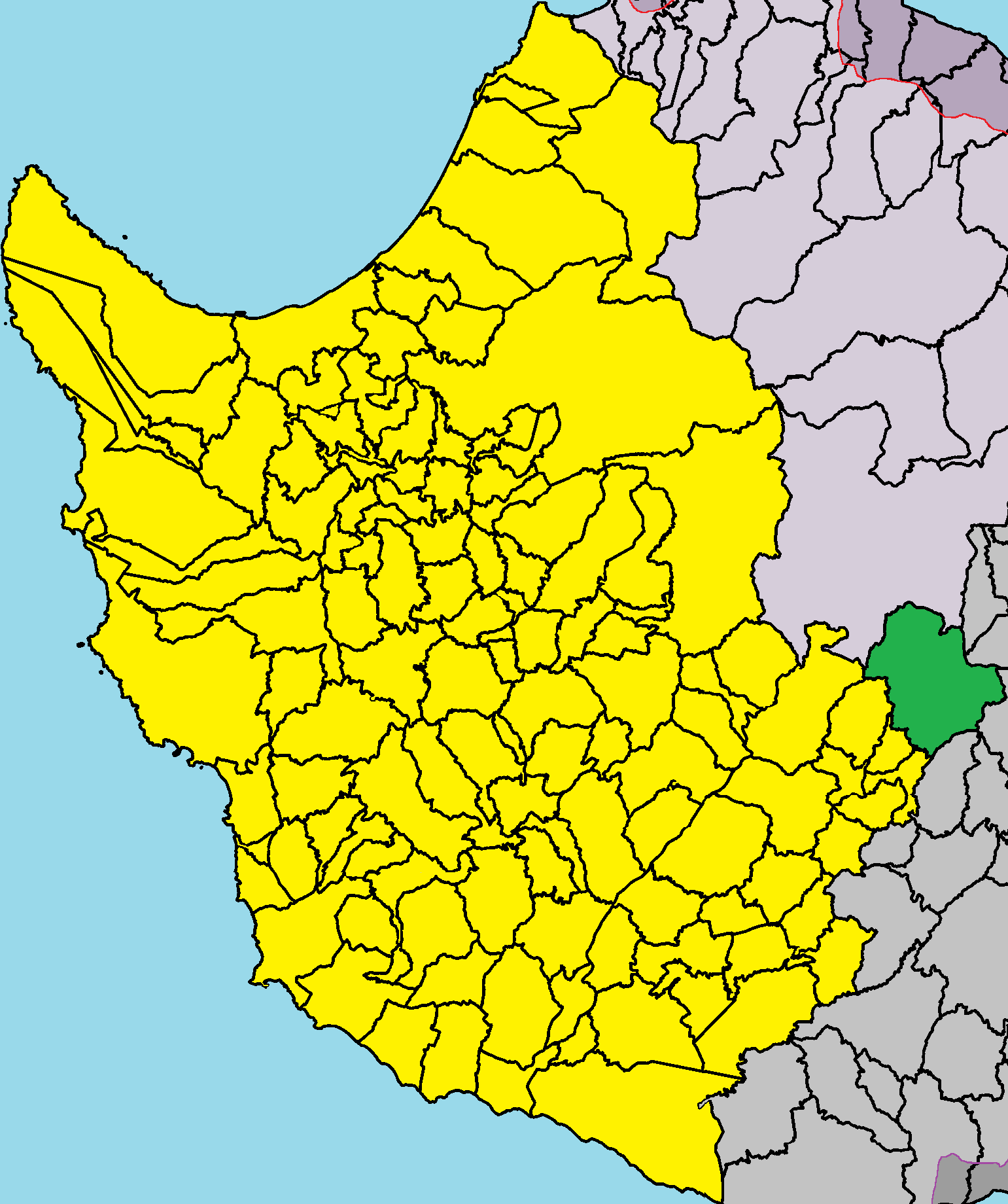
Lage im Bezirk Paphos

Agios Nikolaos liegt im Osten des Bezirks Paphos auf der Mittelmeerinsel Zypern auf einer Höhe von etwa 730 Metern, etwa 47 Kilometer östlich von Paphos. Das 26,6639 Quadratkilometer große Dorf grenzt im Norden an Mylikouri, im Nordwesten an Agios Ioannis, im Westen an Arminou und Filousa Kelokedaron, im Südwesten an Pretori, im Süden an Arsos, im Osten an Fini und Omodos und im Nordosten an Kaminaria. Das Dorf kann über die Straßen E810 und F616 erreicht werden.
Die Vegetation des Dorfes umfasst Pinien, Zypressen und Obstbäume. Es werden	Weinreben und Apfel-, Birnen-, Pfirsich- und Nektarinenbäume angebaut. Abgesehen von den kultivierten Flächen gibt es im Dorf auch viele Bereiche, die mit wuchernder Vegetation bedeckt sind.

## Geschichte
Im 9. Jahrhundert wurde das Kloster Agios Nikolaos in der Gegend errichtet. Die Kirche von Agios Nikolaos wird in der Nähe des Klosters gebaut. Um die Kirche herum entsteht die Gemeinde Agios Nikolaos. In späteren Jahren wurde die Kirche zerstört. Aus den Materialien der Kirche wird an gleicher Stelle die neue Kirche Archangelos Michail gebaut. Die neue Kirche ist dem Erzengel Michael geweiht. Als die türkische Herrschaft in Zypern begann, konvertieren die Anhänger der Gemeinschaft Linobambaki und nahmen den Islam an. Die Kirche wurde vernachlässigt. Alle Fresken wurden zerstört, außer das des Erzengels Michael.
Nach der türkischen Invasion von 1974 zogen die Zyperntürken aus der Gemeinde in den nördlichen Teil Zyperns. Zyperngriechische Flüchtlinge ließen sich in Agios Nikolaos nieder.

### Bevölkerungsentwicklung
Laut den in Zypern durchgeführten Volkszählungen bestand die Bevölkerung von Agios Nikolaos bis 1974 aus Zyperntürken. Bis 1960 lebten auch einige Zyperngriechen in der Gemeinde. Nach den interkommunalen Unruhen in den Jahren 1963–64 wurde Agios Nikolaos zu einem Aufnahmezentrum für Zyperntürken aus den nahegelegenen Gemeinden Kidasi und Kedares. Einige von ihnen blieben auch nach dem Ende der Feindseligkeiten in Agios Nikolaos. Als Reaktion auf die türkische Invasion von 1974 griffen griechisch-zypriotische Kämpfer die Gemeinde am 22. Juli 1974 an. Die türkisch-zypriotischen Kämpfer verteidigten die Gemeinde zwei Tage lang, konnten aber schließlich durch die Berge entkommen. Griechisch-zypriotische Truppen drangen in die Gemeinde ein und verhafteten alle Zyperntürken, die sie dann wieder freiließen. Nach diesen Ereignissen flohen die Einwohner von Agios Nikolaos durch die Berge nach Nordzypern oder zum britischen Stützpunkt Akrotiri. Viele erkauften sich ihre Freiheit von griechisch-zypriotischen Soldaten oder Taxifahrern, die sie in die Todeszone oder zur britischen Basis brachten.
Als das Bevölkerungsaustauschabkommen unterzeichnet wurde, befanden sich die meisten Einwohner von Agios Nikolaos bereits in Nordzypern. Der Rest wurde am 16. August 1975 unter UNFICYP-Eskorte überführt. Die meisten Bewohner von Agios Nikolaos ließen sich in Agios Amvrosios nieder. Einige ließen sich aber auch in Nikosia, Kyrenia, Famagusta und Morfou nieder. Griechisch-zypriotische Flüchtlinge aus dem Norden des Landes ließen sich in Agios Nikolaos nieder.
Die folgende Tabelle zeigt die Bevölkerung des Dorfes gemäß den in Zypern durchgeführten Volkszählungen.
| Jahr      | 1881 | 1891 | 1901 | 1911 | 1921 | 1931 | 1946 | 1960 | 1976 | 1982 | 1992 | 2001 | 2011 | 2021 |
| Einwohner | 384  | 359  | 362  | 393  | 419  | 473  | 520  | 418  | 190  | 142  | 94   | 74   | 61   | 60   |